# Dick Figures
『Dick Figures』（ディック・フィギュアーズ）は、Mondo Media製作によるフラッシュアニメ作品。
本作は友人同士のレッドやブルーをはじめ、さまざまな棒人間達が起こす騒動を描いており、年長の視聴者が対象となっている。Happy Tree Friends などとは違い、Mondo Media製作のアニメとしては比較的グロ表現は控えめの傾向にある。一方で、登場する動物の大半や炎や爆発などのエフェクトにVFXの実写映像を使用する。

## 登場人物

### 主要人物
レッド (Red)
野球帽をかぶった赤い棒人間。ムードメーカーかつふしだらな性格。
ブルー (Blue)
青色の棒人間。レッドの親友で、彼に振り回され易い。レッドとは対照的でひねくれた性格ながら本作随一の常識人と思われるが、肝心なところでドジを踏むことが多い。
アライグマくん (The Raccoon)
日本出身のアライグマ。自称「超自然的忍者」でありながら侍に近い衣装を着ていることがある。日本語訛りの英語を話す。
トゥーレット卿 (Lord Tourettes)
その名の通りトゥーレット症候群である、薄緑色の棒人間。まつ毛が描写されており女性と間違えられ易いが、オネエ系の男性。対話の際、時々眼が真っ赤に変色し、短い大きな叫び声で暴言、罵声を発することがある。彼自身と同じ色の三角帽をつけており、帽子がないと困る模様。
ピンク (Pink)
桃色の女性の棒人間。ブルーのガールフレンドだが、仲は然程良くなく、とにかく気が強い。
ステイシー (Stacy)
紫色の女性の棒人間。Trouble Dateより登場。レッドのガールフレンドであり、下品な態度をとるピンクとも親しい。

### その他
ミツバチ (Bee{Auto-Tuned})
曲風の声で話すミツバチ。
グレー (GrayないしBroseph)
紫がかった灰色の棒人間。リーゼントが特徴で、常にクールに振舞っている。
醜き太体女性(Fat Ugly Girl)
紫色の眼鏡をかけた肥満体の女性の棒人間。本名はアミアグリ(Amiugly)。事あるごとにレッドに追い払われるのが定番となっている。ステイシーの姉妹にあたる。
ディングルベリーさん (Mr. Dingleberry)
水色の高齢の棒人間（大体80代前後）。
ゼウス (God)
雲状の体に髭を生やした生物。自称「神」。初登場のOMGでは夢で浮かれているブルーを恫喝した。Zeusbagでは頂上で神を馬鹿にするレッドとブルーを待ち構えていた。大釜フリップ（ワイン）の一気飲み勝負で勝ちを収めるも、飲みすぎで酔いつぶれたところをレッドに手で押され、溶岩に墜落した。
素晴らしき子猫 (Kitty Amazing )
雌の仔猫。ゴミ箱に入っていたが、レッドに見つけられペットになり、名前を与えられる。鳴き声を聞いた者はうっとりして｢心(ハート)がとろけそうなぐらい可愛い｣と言うが、その後、物理的に心臓が溶けてしまい死亡する。それが原因で、街の人々に重大な被害を齎し、最終的にレッドから問題視され、処分されてしまう。
正体不明の男 (Trollz0r)
黒色の棒人間。レッドとブルーのすぐそばの近所。テレビゲーム『Flame War』のマスターである。Modern Flame War 3 で、本名がJason（ジェイソン）と判明した。顔のデザインの元ネタは、海外の素人漫画に登場するキモオタの顔芸からきている。
チャド警官 (Chad cop)
藍色の棒人間の警察官。
街の無法芸術家達 (The Street Artists)
Lord Tourette's Syndromeで初登場。サングラスをかけた紺色の棒人間と黄土色の棒人間。二人ともラテンアメリカ出身で、スペイン語が交わることもある。街のあちこちに落書きをするのが趣味。銃撃戦に参加したこともある。
灰色魔人 (Earl Grey)
Adventures of Batman & The Bloserより登場した、灰色の棒人間。街から赤、青などといった明彩色をなくし、灰一色だけの世界にするというおぞましい陰謀を持つ。カフェインが切れると活動気力が低下する弱点がある。
名前の由来は紅茶の「アールグレイ」から。

## 評判
2010年11月18日にYoutube上にて本作の第1話が公開されて以来、再生回数は2億5000万回を突破した。
2012年、ケラーの監督した "Kung Fu Winners"という回が評価され、彼はアニー賞 のテレビ作品監督賞（Directing in an Animated Television/Broadcast Production）にノミネートされた
人気はさらに加速し、「Bath Rhymes」というDick Figuresファンたちによるミュージックビデオも登場し、その大人気の地位を確立。
また、映画化に向けたクラウドファンディングも行われ、2012年9月17日に映画作品"en:Dick Figures: The Movie"という題名で公開された The 73-minute film became available on all major digital platforms on September 17, 2013.。